# عنوان بروتوكول الإنترنت

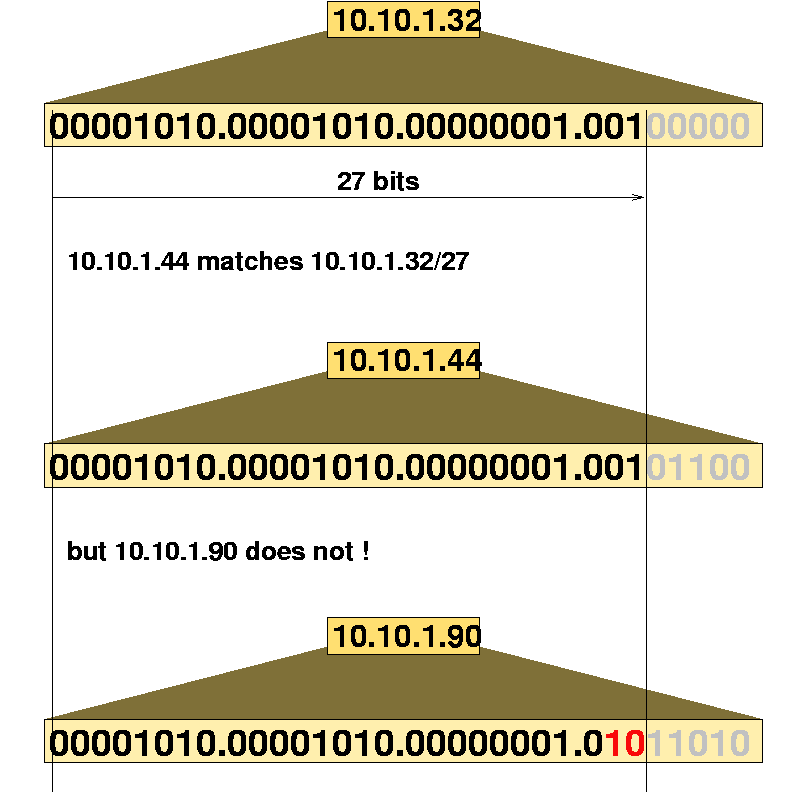

عنوان بروتوكول الإنترنت (بالإنجليزية: IP address) هو المعرف الرقمي لأي جهاز (حاسوب، هاتف محمول، آلة طابعة، موجه) مرتبط بشبكة معلوماتية تعمل بحزمة بروتوكولات الإنترنت، سواء أكانت شبكة محلية أو شبكة الشبكات الإنترنت. يقابل عنوان الآي بي مثلا في شبكات الهاتف رقم الهاتف.
تتغير معظم عناوين الآي بي العامة، بطريقة نسبيَّة في أغلب الأحيان. يسمى أي نوع من عناوين IP التي تتغير بـ «عنوان بروتوكول الإنترنت الديناميكي» (بالإنجليزية: Dynamic IP address). في الشبكات المنزلية، يقوم مزود خدمة الإنترنت عادةً بتعيين عنوان ديناميكي. إذا أعطى مزود خدمة الإنترنت، شبكةً منزليةً عنوانًا غير متغير، فمن المرجح أن يتم إساءة استخدامه من قبل العملاء الذين يستضيفون مواقع الويب من المنزل، أو من قبل المتسللين الذين يمكنهم تجربة عنوان IP نفسه مرارًا وتكرارًا حتى يخترقوا الشبكة.
في الوقت الحالي يوجد إصدارين لعناوين بروتوكول الإنترنت، الإصدار الرابع (وهو الأكثر شيوعا) والإصدار السادس. عنوان الآي بي في الإصدار الرابع يخزن على 32 بت(أي 4 بايت) ويكتب على شكل 4 أرقام (من 0 إلى 255) تفصلها نقاط (مثلا 10.20.30.1) في حين أن عنوان الإصدار السادس يخزن على 128 بت (أي 16 بايت) ويكتب على شكل 8 مجموعات من 16 بت (بترميز الأساس 16) يفصل بينها الرمز : (مثال - 1fff:0000:0a88:85a3:0000:0000:ac1f:8001).

## عناوين الآي بي وعناوين النطاقات
لتصفح موقع ما، مثلا ويكيبيديا عربية عادة ما نستعمل ar.wikipedia.org وهو عنوان لنطاق، ولكن برنامج المتصفح المستعمل لا يمكنه إرسال طلب تصفح معتمدا على عنوان النطاق (أي ar.wikipedia.org) وإنما عليه البحث عن عنوان الآي بي المقابل له أي ترجمة عنوان النطاق لعنوان بروتوكول الإنترنت. ترجمة عناوين النطاقات إلى عناوين آي بي والعكس تتم باستشارة خادم اسم النطاق (DNS: Domain Name System) معرف مسبقا.
وهناك ما يعرف ب (A sticky dynamic IP) وهو عنوان بروتوكول الإنترنت الذي له مدة صلاحية طويلة ومثال على ذلك مشتركي الكابل أو (DSL) الذين يتصلون عن طريق المودم ويبقى على اتصال بالشبكة لفترة طويلة أو عند عملية إعادة الاتصال فهو يعطى نفس بروتوكول الإنترنت

## حجب بروتوكول الإنترنت
بعض بروتوكولات إنترنت تخزن عنوان البروتوكول الإنترنت على مستويات أخرى لاستعمالها على مستوى البروتوكول نفسه مثل بروتوكول اتش.تي.تي.بي HTTP المستعمل لتصفح الوب. وبغرض زيادة الحماية والسرية على شبكات الإنترنت، فإن بعض الحلول البرمجية، مثل الجدران النارية، توفر خدمة تغيير أوحجب العنوان من المستوى البرتوكول. يسمح هذا أيضا بتفادي القوائم السوداء التي تمنع من الولوج حسب عنوان البروتوكول الإنترنت.

## ترجمة بروتوكول الإنترنت
ترجمة البروتوكول الإنترنت أو (Network Address Translator (NAT هي من التقنيات التي تسمح بتغيير عنوان المرسل أو المرسل إليه أثناء عملية اتصال عبر الشبكات العاملة ببروتوكول الإنترنت. الأهداف متعددة، من مجرد تشارك عدد أجهزة لوصلة إنترنت واحدة إلى غاية بناء جدر نارية.

## جدار الحماية
لاعتبارات الأمان والخصوصية، غالبًا ما يرغب مسؤولو الشبكات في تقييد حركة الإنترنت العامة داخل شبكاتهم الخاصة. تعد عناوين IP الخاصة بالمصدر والوجهة الموجودة في رؤوس كل حزمة IP وسيلة ملائمة لتمييز حركة المرور عن طريق حظر عنوان IP أو عن طريق تخصيص الاستجابات بشكل انتقائي للطلبات الخارجية على الخوادم الداخلية. يتم تحقيق ذلك من خلال برنامج جدار الحماية الذي يعمل على موجه بوابة الشبكة. يمكن الاحتفاظ بقاعدة بيانات عناوين IP لحركة المرور المقيدة والمسموح بها في القوائم السوداء والقوائم البيضاء، على التوالي.

## أدوات التشخيص
توفر أنظمة تشغيل الكمبيوتر أدوات تشخيص متنوعة لفحص واجهات الشبكة وتكوين العنوان. يوفر مايكروسوفت ويندوز أدوات واجهة سطر الأوامر تكوين بروتوكول الإنترنت و netsh ويمكن لمستخدمي الأنظمة الشبيهة بيونكس استخدام الأدوات المساعدة إفكونفيغ ونت ستات و route و lanstat و fstat و iproute2 لإنجاز المهمة.